# Ullensaker/Kisa Idrettslag 2013
Questa voce raccoglie le informazioni riguardanti l'Ullensaker/Kisa Idrettslag nelle competizioni ufficiali della stagione 2013.

## Stagione
L'annata cominciò con l'avvicendamento in panchina tra il vecchio tecnico, Arne Erlandsen, e il nuovo, Roar Johansen. L'Ullensaker/Kisa chiuse la stagione al 12º posto, mentre l'avventura nella Coppa di Norvegia 2013 si chiuse al terzo turno, con l'eliminazione per mano del Sogndal. Il calciatore più utilizzato in stagione fu Christian Aas, con 33 presenze (30 in campionato e 3 in coppa), mentre il miglior marcatore fu Steevan dos Santos con 17 reti (12 in campionato e 5 in coppa).

## Maglie e sponsor
Lo sponsor tecnico per la stagione 2013 fu Umbro, mentre lo sponsor ufficiale fu Jessheim Storsenter. La divisa casalinga era composta da una maglietta gialla con una inserti verdi, pantaloncini e calzettoni verdi. Quella da trasferta era invece completamente rossa, con rifiniture bianche.
| Casa | Trasferta |

## Rosa
| N. |                        | Ruolo | Calciatore              |
| -- | ---------------------- | ----- | ----------------------- |
| 1  | Norvegia (bandiera)    | P     | Alexander Vangen        |
| 2  | Norvegia (bandiera)    | D     | Tobias Nerbøvik Stensby |
| 3  | Danimarca (bandiera)   | D     | Rasmus Christiansen     |
| 5  | Norvegia (bandiera)    | D     | Lars Ivar Slemdal       |
| 6  | Norvegia (bandiera)    | C     | Morten Giæver           |
| 7  | Norvegia (bandiera)    | C     | Christian Aas           |
| 8  | Norvegia (bandiera)    | C     | Truls Jørstad           |
| 9  | Capo Verde (bandiera)  | A     | Steevan dos Santos      |
| 10 | Nigeria (bandiera)     | C     | Stanley Ihugba          |
| 11 | Norvegia (bandiera)    | C     | Ola Jørstad             |
| 12 | Islanda (bandiera)     | P     | Stefán Logi Magnússon   |
| 13 | Norvegia (bandiera)    | A     | Ghayas Zahid            |
| 14 | Inghilterra (bandiera) | C     | Thomas Morgan           |
| 14 | Norvegia (bandiera)    | C     | Sondre Stranden Fagerli |

| N. |                     | Ruolo | Calciatore                |
| -- | ------------------- | ----- | ------------------------- |
| 15 | Norvegia (bandiera) | A     | Kim Brenna                |
| 16 | Norvegia (bandiera) | C     | Kristoffer Ødemarksbakken |
| 17 | Norvegia (bandiera) | C     | Lars Jørgen Mork          |
| 18 | Norvegia (bandiera) | D     | Håkon Bråthen             |
| 20 | Norvegia (bandiera) | D     | Simen Stensrud Blaker     |
| 21 | Nigeria (bandiera)  | A     | Ahmed Suleiman            |
| 22 | Norvegia (bandiera) | D     | Pål Steffen Andresen      |
| 23 | Norvegia (bandiera) | C     | Simen Kind Mikalsen       |
| 24 | Norvegia (bandiera) | C     | Martin Rosenkilde         |
| 25 | Norvegia (bandiera) | D     | Johan Kolbjørnsrud        |
| 26 | Norvegia (bandiera) | A     | Ole Kristian Langås       |
| 27 | Norvegia (bandiera) | A     | Sivert Dæhlie             |
| 31 | Norvegia (bandiera) | D     | Henrik Homble Viken       |

## Calciomercato

### Sessione invernale(dal 01/01 al 31/03)
| Acquisti | Acquisti              | Acquisti    | Acquisti   |
| R.       | Nome                  | da          | Modalità   |
| -------- | --------------------- | ----------- | ---------- |
| P        | Stefán Logi Magnússon | Lillestrøm  | definitivo |
| D        | Rasmus Christiansen   |             | svincolato |
| D        | Johan Kolbjørnsrud    | Lillestrøm  | definitivo |
| C        | Christian Aas         | Kongsvinger | definitivo |
| C        | Morten Giæver         | Lillestrøm  | definitivo |
| C        | Stanley Ihugba        |             | svincolato |

| Cessioni | Cessioni                | Cessioni   | Cessioni      |
| R.       | Nome                    | a          | Modalità      |
| -------- | ----------------------- | ---------- | ------------- |
| P        | Arnold Origi Otieno     | Lillestrøm | definitivo    |
| D        | Tom Kristoffersen       |            | svincolato    |
| D        | Henrik Nordnes          | Strømmen   | definitivo    |
| D        | Kristian Flittie Onstad |            | svincolato    |
| C        | Viktor Adebahr          |            | svincolato    |
| C        | Asgeir Snekvik          |            | svincolato    |
| A        | Daniel Moen Hansen      | Strømmen   | definitivo    |
| A        | Kenneth Di Vita Jensen  | Hønefoss   | fine prestito |
| A        | Kim Holmen              |            | ritiro        |
| A        | Eirik Soltvedt          |            | ritiro        |

### Sessione estiva(dal 15/07 al 10/08)
| Acquisti | Acquisti      | Acquisti  | Acquisti   |
| R.       | Nome          | da        | Modalità   |
| -------- | ------------- | --------- | ---------- |
| C        | Thomas Morgan | Valdres   | definitivo |
| A        | Ghayas Zahid  | Vålerenga | prestito   |

| Cessioni | Cessioni          | Cessioni | Cessioni |
| R.       | Nome              | a        | Modalità |
| -------- | ----------------- | -------- | -------- |
| D        | Lars Ivar Slemdal | Moss     | prestito |
| A        | Kim Brenna        | Skedsmo  | prestito |
| A        | Sivert Dæhlie     | Skedsmo  | prestito |

## Risultati

### 1. divisjon

#### Girone di andata
| Arbitro: | Borgersen (Oslo) |

|                               |           |                   |
| Johansen 11’, 52’ Saltnes 17’ | Marcatori | 58’ (rig.) Giæver |

| Arbitro: | Øvrebø (Oslo) |

|                |           |                              |
| Dos Santos 69’ | Marcatori | 20’, 71’ Reginiussen 22’ Aas |

| Arbitro: | Toppe |

|                              |           |             |
| Idris 79’ (rig.) Adebahr 85’ | Marcatori | 53’ Jørstad |

| Arbitro: | Lundby |

|            |           |                   |
| Langås 84’ | Marcatori | 89’ (rig.) Møller |

| Arbitro: | Kringstad |

|                                 |           |  |
| Dos Santos 7’ Kind Mikalsen 13’ | Marcatori |  |

| Arbitro: | Hansen |

|                          |           |                           |
| Grorud 36’ Halvorsen 57’ | Marcatori | 33’ Langås 59’ Dos Santos |

| Arbitro: | Tennøy |

|  |           |            |
|  | Marcatori | 41’ Brekke |

| Arbitro: | Ahlsen |

|                |           |                                                        |
| Dos Santos 58’ | Marcatori | 11’ Mendy 41’ (rig.) Edvardsen 89’ Ashby 90’ Sivertsen |

| Arbitro: | Steen |

|                       |           |  |
| Stokkelien 90’ (rig.) | Marcatori |  |

| Arbitro: | Hansen |

|            |           |           |
| Langås 78’ | Marcatori | 64’ Dadjo |

| Sandefjord 9 giugno 2013, ore 18:00 11ª giornata             | Sandefjord | 1 – 1 referto    | Ullensaker/Kisa | Komplett.no Arena (2.247 spett.) |
| \| \| \| \| \| Lamøy 51’ \| Marcatori \| 53’ Christiansen \| |            |                  |                 |                                  |
|                                                              |            |                  |                 |                                  |
| Lamøy 51’                                                    | Marcatori  | 53’ Christiansen |                 |                                  |

| Arbitro: | Borgersen (Oslo) |

|           |           |               |
| Langås 5’ | Marcatori | 90’ Törnqvist |

| Arbitro: | Tennøy |

|                              |           |                                             |
| Azemi 56’ Markegård 82’, 90’ | Marcatori | 12’ Langås 27’ Andresen 69’, 90’ Dos Santos |

| Arbitro: | Eskås |

|                           |           |  |
| Langås 3’, 4’ Aas 8’, 47’ | Marcatori |  |

| Arbitro: | Lundby |

|                         |           |                    |
| Khalili 24’ Ertzeid 41’ | Marcatori | 30’ Langås 57’ Aas |

#### Girone di ritorno
| Arbitro: | Gya |

|           |           |                         |
| Langås 1’ | Marcatori | 28’ Laajab 45’ Richards |

| Arbitro: | Toppe |

|  |           |                   |
|  | Marcatori | 64’, 79’ Suleiman |

| Arbitro: | Lundby |

|                                                |           |  |
| Giæver 28’ (rig.) Dos Santos 49’, 90’ Mork 80’ | Marcatori |  |

| Arbitro: | Toppe |

|                                               |           |         |
| Nersveen 11’ Eriksen 14’, 17’ Brekke 24’, 49’ | Marcatori | 28’ Aas |

| Arbitro: | Steen |

|                  |           |  |
| Aas 23’ Åsen 68’ | Marcatori |  |

| Arbitro: | Eskås |

|  |           |               |
|  | Marcatori | 18’ Gulliksen |

| Strømmen 8 settembre 2013, ore 16:00 22ª giornata                                    | Strømmen  | 3 – 2 referto                   | Ullensaker/Kisa | Strømmen Stadion (932 spett.) |
| \| \| \| \| \| White 7’, 47’, 53’ \| Marcatori \| 57’ Dos Santos 73’ Christiansen \| |           |                                 |                 |                               |
|                                                                                      |           |                                 |                 |                               |
| White 7’, 47’, 53’                                                                   | Marcatori | 57’ Dos Santos 73’ Christiansen |                 |                               |

| Arbitro: | Gjermshus |

|                                  |           |  |
| Giæver 11’ (rig.) Dos Santos 30’ | Marcatori |  |

| Arbitro: | Steen |

|                         |           |  |
| Rekdal 26’ Andersen 90’ | Marcatori |  |

| Arbitro: | Lundby |

|                      |           |                              |
| Langås 63’, 84’, 90’ | Marcatori | 11’, 87’ Skartun 74’ Khattab |

| Arbitro: | Gjermshus |

|            |           |                                    |
| Stølås 39’ | Marcatori | 7’ Suleiman 23’ Dos Santos 50’ Aas |

| Arbitro: | Kjensli (Oslo) |

|          |           |                            |
| Mork 60’ | Marcatori | 14’ Dahle 34’ (rig.) Idris |

| Arbitro: | Ahlsen |

|                         |           |             |
| Beugré 51’ Diomande 83’ | Marcatori | 69’ Jørstad |

| Arbitro: | Gya |

|                          |           |  |
| Dos Santos 7’ Langås 10’ | Marcatori |  |

| Arbitro: | Hansen |

|  |           |                        |
|  | Marcatori | 18’ Langås 37’ Jørstad |

### Coppa di Norvegia
| Arbitro: | Hagelund |

|               |           |                                                                              |
| Edvardsen 48’ | Marcatori | 10’ Christiansen 30’, 89’, 90’ Dos Santos 46’ Suleiman 83’ Langås 84’ Giæver |

| Arbitro: | Eskås |

|                           |           |  |
| Langås 13’ Dos Santos 24’ | Marcatori |  |

| Arbitro: | Helgerud (Lier) |

|                                         |           |                                |
| Mane 25’, 83’ U. Flo 46’ Stamnestrø 78’ | Marcatori | 11’, 77’ Giæver 89’ Dos Santos |

## Statistiche

### Statistiche di squadra
| Competizione      | Punti | In casa | In casa | In casa | In casa | In casa | In casa | In trasferta | In trasferta | In trasferta | In trasferta | In trasferta | In trasferta | Totale | Totale | Totale | Totale | Totale | Totale | DR |
| Competizione      | Punti | G       | V       | N       | P       | Gf      | Gs      | G            | V            | N            | P            | Gf           | Gs           | G      | V      | N      | P      | Gf     | Gs     | DR |
| ----------------- | ----- | ------- | ------- | ------- | ------- | ------- | ------- | ------------ | ------------ | ------------ | ------------ | ------------ | ------------ | ------ | ------ | ------ | ------ | ------ | ------ | -- |
| 1. divisjon       | 34    | 15      | 5       | 4       | 6       | 24      | 19      | 15           | 4            | 3            | 8            | 22           | 29           | 30     | 9      | 7      | 14     | 46     | 48     | -2 |
| Coppa di Norvegia | -     | 1       | 1       | 0       | 0       | 2       | 0       | 2            | 1            | 0            | 1            | 10           | 5            | 3      | 2      | 0      | 1      | 12     | 5      | +7 |
| Totale            | -     | 16      | 6       | 4       | 6       | 26      | 19      | 17           | 5            | 3            | 9            | 32           | 34           | 33     | 11     | 7      | 15     | 58     | 53     | +5 |

### Statistiche dei giocatori
| Giocatore         | 1. divisjon | 1. divisjon | 1. divisjon | 1. divisjon | Coppa di Norvegia | Coppa di Norvegia | Coppa di Norvegia | Coppa di Norvegia | Coppe europee | Coppe europee | Coppe europee | Coppe europee | Altre coppe | Altre coppe | Altre coppe | Altre coppe | Totale   | Totale | Totale      | Totale     |
| Giocatore         | Presenze    | Reti        | Ammonizioni | Espulsioni  | Presenze          | Reti              | Ammonizioni       | Espulsioni        | Presenze      | Reti          | Ammonizioni   | Espulsioni    | Presenze    | Reti        | Ammonizioni | Espulsioni  | Presenze | Reti   | Ammonizioni | Espulsioni |
| ----------------- | ----------- | ----------- | ----------- | ----------- | ----------------- | ----------------- | ----------------- | ----------------- | ------------- | ------------- | ------------- | ------------- | ----------- | ----------- | ----------- | ----------- | -------- | ------ | ----------- | ---------- |
| C. Aas            | 30          | 5           | 2           | 0           | 3                 | 0                 | 0                 | 0                 | ?             | ?             | ?             | ?             | ?           | ?           | ?           | ?           | 33+      | 5+     | 2+          | 0+         |
| P. Andresen       | 27          | 1           | 5           | 0           | 2                 | 0                 | 0                 | 0                 | ?             | ?             | ?             | ?             | ?           | ?           | ?           | ?           | 29+      | 1+     | 5+          | 0+         |
| S. Blaker         | 0           | 0           | 0           | 0           | 0                 | 0                 | 0                 | 0                 | ?             | ?             | ?             | ?             | ?           | ?           | ?           | ?           | 0+       | 0+     | 0+          | 0+         |
| H. Bråthen        | 0           | 0           | 0           | 0           | 0                 | 0                 | 0                 | 0                 | ?             | ?             | ?             | ?             | ?           | ?           | ?           | ?           | 0+       | 0+     | 0+          | 0+         |
| K. Brenna         | 5           | 0           | 0           | 0           | 1                 | 0                 | 0                 | 0                 | ?             | ?             | ?             | ?             | ?           | ?           | ?           | ?           | 6+       | 0+     | 0+          | 0+         |
| R. Christiansen   | 28          | 2           | 6           | 0           | 2                 | 1                 | 0                 | 0                 | ?             | ?             | ?             | ?             | ?           | ?           | ?           | ?           | 30+      | 3+     | 6+          | 0+         |
| S. Dæhlie         | 1           | 0           | 0           | 0           | 0                 | 0                 | 0                 | 0                 | ?             | ?             | ?             | ?             | ?           | ?           | ?           | ?           | 1+       | 0+     | 0+          | 0+         |
| S. dos Santos     | 27          | 12          | 1           | 1           | 3                 | 5                 | 0                 | 0                 | ?             | ?             | ?             | ?             | ?           | ?           | ?           | ?           | 30+      | 17+    | 1+          | 1+         |
| S. Fagerli        | 0           | 0           | 0           | 0           | 0                 | 0                 | 0                 | 0                 | ?             | ?             | ?             | ?             | ?           | ?           | ?           | ?           | 0+       | 0+     | 0+          | 0+         |
| M. Giæver         | 28          | 3           | 1           | 0           | 3                 | 3                 | 0                 | 0                 | ?             | ?             | ?             | ?             | ?           | ?           | ?           | ?           | 31+      | 6+     | 1+          | 0+         |
| S. Ihugba         | 26          | 0           | 6           | 0           | 3                 | 0                 | 0                 | 0                 | ?             | ?             | ?             | ?             | ?           | ?           | ?           | ?           | 29+      | 0+     | 6+          | 0+         |
| O. Jørstad        | 1           | 0           | 0           | 0           | 1                 | 0                 | 0                 | 0                 | ?             | ?             | ?             | ?             | ?           | ?           | ?           | ?           | 2+       | 0+     | 0+          | 0+         |
| T. Jørstad        | 28          | 3           | 7           | 0           | 2                 | 0                 | 0                 | 0                 | ?             | ?             | ?             | ?             | ?           | ?           | ?           | ?           | 30+      | 3+     | 7+          | 0+         |
| S. Kind Mikalsen  | 27          | 1           | 3           | 0           | 3                 | 0                 | 0                 | 0                 | ?             | ?             | ?             | ?             | ?           | ?           | ?           | ?           | 30+      | 1+     | 3+          | 0+         |
| J. Kolbjørnsrud   | 24          | 0           | 3           | 0           | 2                 | 0                 | 1                 | 0                 | ?             | ?             | ?             | ?             | ?           | ?           | ?           | ?           | 26+      | 0+     | 4+          | 0+         |
| O. Langås         | 30          | 14          | 1           | 0           | 2                 | 2                 | 0                 | 0                 | ?             | ?             | ?             | ?             | ?           | ?           | ?           | ?           | 32+      | 16+    | 1+          | 0+         |
| S. Magnússon      | 21          | 0           | 1           | 0           | 0                 | 0                 | 0                 | 0                 | ?             | ?             | ?             | ?             | ?           | ?           | ?           | ?           | 21+      | 0+     | 1+          | 0+         |
| T. Morgan         | 1           | 0           | 0           | 0           | 0                 | 0                 | 0                 | 0                 | ?             | ?             | ?             | ?             | ?           | ?           | ?           | ?           | 1+       | 0+     | 0+          | 0+         |
| L. Mork           | 25          | 2           | 1           | 0           | 3                 | 0                 | 1                 | 0                 | ?             | ?             | ?             | ?             | ?           | ?           | ?           | ?           | 28+      | 2+     | 2+          | 0+         |
| K. Ødemarksbakken | 5           | 0           | 0           | 0           | 1                 | 0                 | 0                 | 0                 | ?             | ?             | ?             | ?             | ?           | ?           | ?           | ?           | 6+       | 0+     | 0+          | 0+         |
| M. Rosenkilde     | 20          | 0           | 1           | 0           | 2                 | 0                 | 1                 | 0                 | ?             | ?             | ?             | ?             | ?           | ?           | ?           | ?           | 22+      | 0+     | 2+          | 0+         |
| L. Slemdal        | 4           | 0           | 0           | 0           | 2                 | 0                 | 1                 | 0                 | ?             | ?             | ?             | ?             | ?           | ?           | ?           | ?           | 6+       | 0+     | 1+          | 0+         |
| T. Stensby        | 0           | 0           | 0           | 0           | 0                 | 0                 | 0                 | 0                 | ?             | ?             | ?             | ?             | ?           | ?           | ?           | ?           | 0+       | 0+     | 0+          | 0+         |
| A. Suleiman       | 27          | 3           | 5           | 0           | 3                 | 1                 | 0                 | 0                 | ?             | ?             | ?             | ?             | ?           | ?           | ?           | ?           | 30+      | 4+     | 5+          | 0+         |
| A. Vangen         | 9           | 0           | 0           | 0           | 3                 | 0                 | 0                 | 0                 | ?             | ?             | ?             | ?             | ?           | ?           | ?           | ?           | 12+      | 0+     | 0+          | 0+         |
| H. Viken          | 0           | 0           | 0           | 0           | 0                 | 0                 | 0                 | 0                 | ?             | ?             | ?             | ?             | ?           | ?           | ?           | ?           | 0+       | 0+     | 0+          | 0+         |
| G. Zahid          | 10          | 0           | 1           | 0           | 0                 | 0                 | 0                 | 0                 | ?             | ?             | ?             | ?             | ?           | ?           | ?           | ?           | 10+      | 0+     | 1+          | 0+         |